# Laxenecera scopifera
Laxenecera scopifera là một loài ruồi trong họ Asilidae. Laxenecera scopifera được Speiser miêu tả năm 1910. Loài này phân bố ở vùng nhiệt đới châu Phi.